# Владівка (Коростенський район)
Вла́дівка (раніше також Буда-Кам'янецька) — село в Україні, у Чоповицькій селищній територіальній громаді Коростенського району Житомирської області. Кількість населення становить 280 осіб (2001). У 1923—2020 роках — адміністративний центр колишньої однойменної сільської ради.

## Загальна інформація
Розташоване за 35 км від Малина та за 10 км від залізничної станції Чоповичі.

## Населення
В середині 19 століття в поселенні налічувалося 220 жителів (у 1850 році — 255 мешканців, дворів — 30), у другій половині 19 століття — 414 мешканців (за Похилевичем — 350 осіб), наприкінці 19 століття — 606 осіб, з них 290 чоловіків та 316 жінок, дворів — 115, у 1926 році — 883 особи, дворів — 191, у 1941 році — 602 особи, дворів — 169.
На початок 1970-х років село мало 186 дворів із населенням 489 осіб.
Відповідно до результатів перепису населення СРСР, кількість населення, станом на 12 січня 1989 року, становила 348 осіб. Станом на 5 грудня 2001 року, відповідно до перепису населення України, кількість мешканців села становила 280 осіб.

### Мова
Розподіл населення за рідною мовою за даними перепису 2001 року:
| Мова            | Кількість | Відсоток |
| --------------- | --------- | -------- |
| українська      | 272       | 97.14 %  |
| російська       | 7         | 2.50 %   |
| інші/не вказали | 1         | 0.36 %   |
| Усього          | 280       | 100 %    |

## Історія
На околиці села знайдено кам'яні знаряддя доби бронзи та дві групи курганів. Засноване в першій половині XVII століття на місці виробництва поташу.
До 1795 року — власність Київської митрополії, спочатку православної, згодом — уніатської. У середині 19 століття — Владівка або Буда-Кам'янецька, сільце Радомисльського повіту Київської губернії. Розміщувалося за 3 версти від Кам'янки, на струмку Велень. Входило до православної парафії у Скуратах. Належало поміщикові Пієві Ленчицькому.
В другій половині 19 століття — Владівка або Буда-Кам'янецька, село Малинської волості (3 стану) Радомисльського повіту Київської губернії. Лежало за 53 версти від Радомисля, на струмку Велень, одному із джерельних витоків річки Різні. Входило до православної парафії у Кам'янці, за 3 версти. Селяни, 137 ревізьких душ, наділені під сплату землею в кількости 660 десятин.
Наприкінці 19 століття — селянське сільце Малинської волості Радомисльського повіту Київської губернії. Відстань до повітового центру, м. Радомисль — 60 верст, до центру волості, містечка Малин, де розміщувалися також найближчі телеграфна та поштова земська станції — 25 верст, до найближчої пароплавної станції у Чорнобилі — 79 верст. Основним заняттям мешканців було хліборобство. У селі числилося 1 023 десятини землі, вся належала селянам. Застосовували трипільну сівозміну, як і селяни. В селі були паровий та вітровий млини, хлібна комора. Пожежна команда мала 3 бочки та 3 багри.
9 листопада 1921 р. під час Листопадового рейду у Буді-Каменецькій зупинилася на ночівлю Волинська група (командувач — Юрій Тютюнник) Армії Української Народної Республіки. Місцева громада дуже гостинно прийняла козаків.
У 1923 році — село Стремигородської волості Радомисльского повіту; включене до складу новоствореної Владівської сільської ради, яка у квітні 1923 року увійшла до складу новоутвореного Чоповицького району Малинської округи; адміністративний центр ради. 10 вересня 1924 року, в складі сільської ради, передане до Малинського району Малинської округи, 23 лютого 1927 року — до складу відновленого Чоповицького району Коростенської округи, 5 лютого 1931 року — до складу Малинського району Української РСР, 17 лютого 1935 року — Чоповицького району Київської області.
На фронтах Другої світової війни воювали 205 селян, 92 з них нагороджені орденами й медалями, 118 загинули. На їх честь споруджено пам'ятник на братській могилі та обеліск Слави.
В радянські часи в селі розміщувалася центральна садиба колгоспу, який обробляв 2 тис. га угідь, з них 1,7 га — рілля. Вирощувалися в основному озима пшениця, жито, льон, хміль, картопля. Тваринництво м'ясо-молочного напрямку. 28 селян нагороджені орденами й медалями СРСР, зокрема тракториста М. Г. Охріменка — орденом Жовтневої Революції. У селі були восьмирічна школа, клуб, бібліотека, медпункт.
28 листопада 1957 року, в складі сільської ради, включене до Малинського району Житомирської області, 30 грудня 1962 року — до складу Коростенського району Житомирської області, 4 січня 1965 року — до складу Малинського району.
12 червня 2020 року, відповідно до розпорядження Кабінету Міністрів України № 711-р від 12 червня 2020 року «Про визначення адміністративних центрів та затвердження територій територіальних громад Житомирської області», територію та населені пункти Владівської сільської ради Малинського району включено до складу Чоповицької селищної територіальної громади Коростенського району Житомирської області.